# Darius Diefenbach
Darius Diefenbach (* 20. Mai 2003) ist ein deutscher Volleyballspieler.

## Karriere
Diefenbach spielte als Jugendlicher bei der TuS Kriftel, mit der er 2022 bei der deutschen U20-Meisterschaft in Grafing bei München die Bronzemedaille gewann. Parallel dazu war er von 2020 bis 2022 bei den VC Juniors Frankfurt aktiv und kam hier in der ersten Saison in der Zweiten Bundesliga Nord zum Einsatz. 2022 wechselte er zum Süd-Zweitligisten FT 1844 Freiburg, der als Tabellenzweiter den Aufstieg in die erste Liga schaffte. Der Mittelblocker wurde jedoch von den Barock Volleys MTV Ludwigsburg verpflichtet. Mit dem Verein gelang in der Saison 2024/25 der Aufstieg in die erste Liga. Auch 2025/26 spielt Diefenbach für Ludwigsburg.